# Frederik Cilius
Frederik Cilius Jørgensen, né le 12 mars 1986 à Sønderborg, est un satiriste, animateur de radio, acteur et clarinettiste de formation danois, particulièrement connu pour le rôle de la journaliste fictive Kirsten Birgit (da).

## Biographie
Frederik Cilius Jørgensen nait le 12 mars 1986 à Sønderborg. Il étudie la clarinette au Det Jyske Musikkonservatorium (da) et à la Jacobs School of Music de l'Université de l'Indiana à Bloomington.

### Carrière radiophonique
En 2011 il a été admis dans l'équipe Talenthold de DR et réalise des programmes et des reportages pour la station de radio maintenant disparue DR Mama (da).
Il fait ses débuts sur DR P2, une chaîne de musique classique, avec l'émission Den Slukkede Mikrofon. Il coanime d'abord l'émission avec Rie Koch avant de créer son propre programme, Cilius-Patruljen, où il invite de jeunes musiciens. Il a aussi produit chez DR le programme Taktløs sur P2 avec le compositeur Allan Gravgaard Madsen (da).
Avec Rasmus Bruun Frederik Cilius remporte le « prix de l'innovation de l'année » au Prix radio (da) 2013 pour l'émission Damernes Magazine sur Radio24syv (da) . À l'été 2014, ils réalisent ensemble l'émission Antidemocratic Festival.
En février 2015, il démarre l'émission satirique Den Korte Radioavis (da) dans laquelle il interprète la journaliste fictive Kirsten Birgit (da). Lors du Prix Radio 2015 le programme remporte trois prix : « Innovation de l'année », « Satire de l'année » et « Programme radio de l'année ».

### Carrière télévisuelle
Il fait ses débuts à la télévision avec l'émission de sketchs Kolonien en 2012. L'émission est créée sur DR HD puis passe ensuite sur DR3, quinze épisodes ont été diffusés.
Avec Rasmus Bruun et Christian Trangbæk, Cilius écrit et joue dans deux saisons de Go' Lorte Weekend, une émission de sketchs pour enfants diffusée à partir de 2013 sur DR Ultra (da). Ils poursuivent leur collaboration avec le programme Skråt opp 3 pour DR Ultra en 2015.
De plus, depuis 2016, il est capitaine d'équipe dans Den klassiske musikquiz (da), un quizz musical animé par Phillip Faber (da) sur DR K puis sur DR1,. Il a également participé à Operarejsen avec Rasmus Bruun et Allan Gravgaard Madsen sur DR1.
Sur cette même chaine il est l'un des protagonistes avec Rasmus Bruun de la série L'Orchestre diffusée en 2022.

### Kirsten Birgit Schiøtz Kretz Hørsholm
Kirsten Birgit Schiøtz Kretz Hørsholm est une journaliste fictive (née le 12 février 1952 à Søften, au nord d'Aarhus), correspondante principale de Radio24syv et critique culturelle à Politiken.
Kirsten Birgit Schiøtz Kretz Hørsholm devient connue au Danemark comme journaliste dans Den Korte Radioavis sur Radio24syv, un programme d'information quotidien lancé en février 2015. Kirsten Birgit n'est pas une journaliste danoise traditionnelle, mais ressemble plus aux chroniqueurs américains. Selon Information, Kirsten Birgit « a, selon ses propres mots, assumé un rôle éducatif dans la société. Elle n'hésite pas à pointer du doigt les Danois ordinaires, hagards et portant un sac banane, qui abaissent l'art par leur présence,. »  Kirsten Birgit fume des cigarettes Gauloises sans filtre. Elle a refuse de participer à l'émission de collecte de fonds contre le cancer Knæk Cancer car il n'était pas possible de fumer durant l'émission. Kirsten Birgit publie également un discours du nouvel an (da) depuis 2015.
En 2022, Cilius et Bruun créent Den Korte Live On Stage, un spectacle live avec Kirsten Birgit.

## Filmographie

### Cinéma
- 2013 : Tarok (da) : Hans Sælger
- 2018 : Sankt Bernhard Syndikatet (da) : Frederrik

### Séries TV
- 2022 : L'Orchestre
- 2022 : Operarejsen
- 2021 : Guru (da)
- 2013 : Tomgang (da)

### Émissions télévisuelles
- 2019 : Troldspejlet (da)
- depuis 2016 : Den klassiske musikquiz (da)
- 2022-2023 : Operarejsen